# MtF

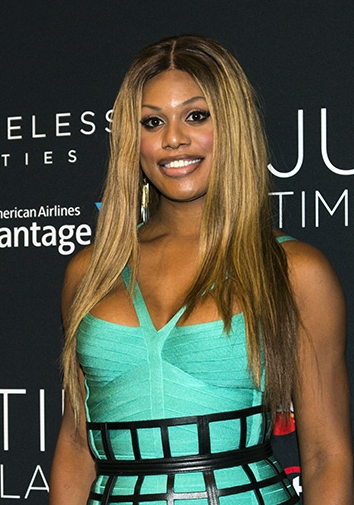
Laverne Cox, attrice e produttrice transgender statunitense.

Una persona MtF (Male-to-Female) o donna transgender è una donna alla quale è stato assegnato il genere maschile alla nascita (XY). Essendo psicologicamente di sesso femminile, le donne transgender si presentano in pubblico come donne. Una donna (o ragazza) transgender può essere eterosessuale, bisessuale, omosessuale, asessuale o può identificarsi in altri termini, come ad esempio queer, le preferenze sessuali delle persone MtF variano ampiamente in quanto sono già di per sé soggettive.

## Transizione
Le donne transgender sono persone in genere geneticamente appartenenti al sesso maschile (aventi cromosomi sessuali XY oppure altre strutture cromosomiche anormali ma comunque maschili, per esempio XXY o XYY), che si riconoscono in un'identità di genere femminile. Questa condizione ha spesso come conseguenza un malessere o disagio psicologico, definito disforia di genere.
Per le donne transessuali esistono terapie ormonali e chirurgiche per adeguare il proprio corpo alla propria identità di genere. La scelta di quali terapie adottare e che iter di transizione intraprendere è molto variabile, essendo questo adeguato caso per caso alle esigenze dell'individuo. L'associazione internazionale WPATH definisce degli Standard di Cura seguiti in molti paesi al mondo; in Italia, nonostante alcuni centri specializzati seguano il protocollo WPATH, è più spesso seguito il protocollo definito dall'ONIG.
La terapia ormonale prevede l'assunzione di estrogeni e di farmaci antiandrogeni, oltre che eventualmente di progesterone. In Italia, l'estrogeno assunto è generalmente estradiolo valerato, mentre come antiandrogeno si utilizza ciproterone acetato (in altri paesi, invece, viene prescritto più frequentemente spironolattone); talvolta esso è associato a finasteride. L'uso del progesterone in Italia non è a oggi previsto dall'Aifa. Per minorenni ancora in età di sviluppo, che non possono accedere alle terapie ormonali di cui sopra, è consentito l'uso della triptorelina, un bloccante per gli ormoni sessuali. A partire dal 23 settembre 2020, la terapia femminilizzante, triptorelina compresa è coperta dal Servizio sanitario nazionale, previa diagnosi di disforia di genere da parte di una "équipe multidisciplinare e specialistica".
Gli interventi chirurgici che possono fare parte della transizione di una donna trans sono la riconversione chirurgica del sesso (che comprende la penectomia, l'orchiectomia e la vaginoplastica), la femminilizzazione del volto, la mastoplastica e l'intervento alle corde vocali.

## Discriminazione
Le donne trans partecipano della transfobia che subiscono in generale le persone trans, e che porta a discriminazioni nella ricerca di una casa o di un lavoro, oltre che a maltrattamenti sul posto di lavoro. In particolare all'interno del movimento transfemminista e nel femminismo intersezionale, viene spesso usato il termine transmisoginia per riferirsi a fenomeni di discriminazione e oppressione che riguardano specificamente le donne trans, in quanto persone all'intersezione di due identità (un'identità transgender e un'identità femminile), come ad esempio feticizzazione o certi tipi di rappresentazione stereotipata. Vengono talvolta usati anche altri termini più specifici, come transmisogynoir, che si riferisce a discriminazioni perpetuate nei confronti di donne trans nere.

### Altri termini (non sinonimi) nell'uso popolare
Nell'uso popolare sono presenti diversi termini più o meno correlati, talvolta ritenuti erroneamente sinonimi, che hanno invece una diversa accezione o significato. L'utilizzo a sproposito di questi termini e il modo con cui discostano dalle definizioni mediche e scientifiche, sono anche un esempio (insieme ad altri luoghi comuni) delle distorsioni presenti nella credenza popolare riguardo al transessualismo, causa spesso di incomprensioni e disagi fino a discriminazioni o perfino transfobia.
- Shemale (she = lei + male = maschio), spesso usato in lingua inglese in un contesto volgare, non rappresenta la realtà di queste persone: il termine sottolinea un'ambiguità, che può attrarre un certo pubblico, soprattutto in ambiente pornografico; mentre la maggior parte di queste persone disforiche soffrono proprio per il conflitto verso la propria fisicità e pertanto desiderano risolverlo ed adeguare il più possibile (nei limiti delle possibilità offerte dalla medicina) il proprio corpo alla loro interiorità, possibilmente fino ed essere donne a tutti gli effetti, anche da un punto di vista legale ed anagrafico, senza ambiguità. Il termine "shemale", facendo leva proprio su aspetti che causano conflitto e rifiuto, può essere ritenuto offensivo dalle MtF che non si riconoscono in questa definizione.
- Dickgirls (dick = volg. pene + girl = ragazza) ha accezione volgare e, sebbene una ragazza in transizione (o anche in pre-transizione) possa essere in un certo senso una "ragazza col pene", di fatto la transizione può includere anche la riassegnazione chirurgica dei genitali (vaginoplastica). Per diversi motivi, in particolare di salute, non sempre la persona giunge ad operarsi dopo la terapia ormonale e gli interventi estetici, ma in ogni caso una buona parte di queste persone ha un rifiuto per i propri genitali o si adatta considerandoli diversamente (es. "un grosso clitoride"), perciò non accetta questa definizione.